# John Robinson (Schauspieler, 1985)
John C. Robinson (* 25. Oktober 1985 in Portland) ist ein US-amerikanischer Filmschauspieler.
Robinson begann seine Schauspielkarriere, als er im Jahre 2003 unter 3000 Bewerbern ausgesucht wurde, um in Elephant mitzuspielen, dem kontroversen Film von Gus Van Sant, der den Amoklauf an der Columbine High School verarbeitet. Um eine gute schauspielerische Leistung abzuliefern, begann er neben den Dreharbeiten zu Elephant Schauspielunterricht zu nehmen. 2005 übernahm Robinson in Lords of Dogtown die Rolle des Profi-Skateboarders und ehemaligen Mitglieds der Z-Boys, Stacy Peralta. Später spielte er unter anderem in den Filmen Seraphim Falls (2006), Transformers (2007) und Wendy and Lucy (2008).

## Filmografie
- 2003: Elephant
- 2004: The Heart Is Deceitful Above All Things
- 2005: Dogtown Boys
- 2006: Seraphim Falls
- 2007: Transformers
- 2007: The Beautiful Ordinary
- 2008: Wendy and Lucy
- 2009: Hanging On (Kurzfilm)
- 2011: Homecoming
- 2011: Between the Wish and the Thing (Kurzfilm)
- 2012: The Napkin (Kurzfilm)
- 2012: Gu bao zhi wen (auch: Forbidden Kiss)
- 2012: 186 Dollars to Freedom
- 2013: Big Sur
- 2013: She Loves Me Not
- 2013: Fire City: King of Miseries (Kurzfilm)
- 2014: Looking (Serie; Episode Looking for Now)
- 2014: Soldiers of Abu Ghraib
- 2014: Something Wicked
- 2014: Broadway Therapy
- 2015: There Is a New World Somewhere
- 2015: Oh Gallow Lay (Kurzfilm)
- 2015: Sky – Der Himmel in mir
- 2016: Hot Bot
- 2016: Intruder
- 2016: Alcoholist
- 2016: Room 105
- 2017: Showreel (Kurzfilm)
- 2017: Avenues
- 2024: Funny Birds – Das Gelbe vom Ei (Au fil des saisons)
- 2024: Niki de Saint Phalle (Niki)